# Гексахлоропротактинат цезия
Гексахлоропротактинат цезия — неорганическое соединение,
двойная соль протактиния, цезия и соляной кислоты
с формулой Cs2PaCl6,
кристаллы.

## Получение
- Добавление хлорида цезия к раствору хлорида протактиния(IV) в концентрированной соляной кислоте:

{\displaystyle {\mathsf {PaCl_{4}+2CsCl\ {\xrightarrow {HCl}}\ Cs_{2}PaCl_{6}}}}

## Физические свойства
Гексахлоропротактинат цезия образует кристаллы
тригональной сингонии,

параметры ячейки a = 0,7546 нм, c = 0,6056 нм, Z = 2
.